# Chitembo
Chitembo – miasto w Angoli, w prowincji Bié.